# کلاته نقی
کلاته نقی، روستایی از توابع بخش مرکزی شهرستان بجنورد در استان خراسان شمالی ایران است.

## جمعیت
این روستا در دهستان آلاداغ قرار دارد و براساس سرشماری مرکز آمار ایران در سال ۱۳۸۵، جمعیت آن ۵۰۵ نفر (۱۴۲خانوار) بوده‌است.

## زبان
مردم روستا کرد هستند و زبان مردم روستا کردی است.